# Lista över päronsorter
Detta är en lista över päronsorter.
Ibland förekommer flera namn och stavningar för samma päronsort, i listan nedan har kända synonymer länkats samman så att de hänvisar till samma sortbeskrivningar.

## A
- Alexander Lucas
- Amanlis (päronsort)
- André Desportes
- Anjou
- Aspa hushållspäron
- Augustipäron
- Augustipäron (Experimentalfältets)

## B
- Bergamott, Gansels
- Blodpäron
- Bonchrétien (Bunkakängor)
- Bonchrétien (Lundströms)
- Bonchrétien (Toppig)
- Bonne Louise
- Bonne Louise d'Avranches
- Bunkakängor
- Bunkatiner

## C
- Carola
- Cecilia
- Charneu
- Clapps favorit
- Clara Frijs
- Colorée de Juillet
- Comice
- Comte de Chambord
- Conference

## D
- Diamantpäron
- Diel
- Docteur Jules Guyot
- Doyenné de Juillet
- Doyenné du Comice
- Dubbel Filip

## E
- Epargne
- Esperens Herre
- Experimentalfältets Augustipäron

## F
- Filip
- Flemish Beauty
- Fulleröpäron
- Furstligt grönt taffelpäron

## G
- Gansels bergamott
- General Totleben
- Giffard
- Greve Moltke
- Gråpäron
- Grännapäron
- Gränna Rödpäron
- Göteborgs diamant

## H
- Hardy
- Herzogin Elsa
- Holländskt fikonpäron
- Hovrådspäron
- Hovsta
- Höstbergamott

## J
- Johantorp
- Joséphine de Malines
- Julipäron

## K
- Kanelpäron, litet
- Kanelpäron, långt
- Kanelpäron, Vingåkers
- Kejsarinnepäron
- Kongresspäron
- Kämpastenspäron (försvunnen päronsort)

## L
- Larsmässpäron
- Liegel
- Litet kanelpäron
- Lundströms Bonchrétien
- Lybeckerbergamott
- Långt kanelpäron

## M
- Madame Treyve
- Magdalenapäron
- Marguérite Marillat
- Moltke
- Munkpäron
- Munvätepäron

## N
- Napoleon
- Nélis
- Nouveau Poiteau

## P
- Packham
- Pierre Corneille
- Pitmaston
- Pyrus paschia
- Påskpäron

## R
- Rörstrandspäron

## S
- Seckel
- Seckel, Worden
- Skånskt sockerpäron
- Soldat Laboureur
- Sommarbergamott
- Souvenir du Congrès
- Södermanlandspäron

## T
- Toppig bonchrétien
- Trogsta augustipäron

## V
- Vingåkers kanelpäron
- Vinter-Williams

## W
- Wennströmspäron
- Williams
- Windsor
- Worden Seckel

## Ä
- Älebypäron